# باشگاه فوتبال فرد البرز
باشگاه فوتبال فرد البرز یک باشگاه‌های فوتبال در استان البرز است که در لیگ آزادگان بازی میکند.
این تیم در سال ۱۳۹۸ در شهر کرج شروع به فعالیت کرد با خرید امتیاز شهدای رزکان البرز وارد لیگ دسته دوم شد و در اردیبهشت ماه سال ۱۴۰۴ با قرار گرفتن در صدر جدول گروه دو مسابقات لیگ دسته دوم موفق شد به لیگ آزادگان صعود کند..